# Puig de Ca de Míner

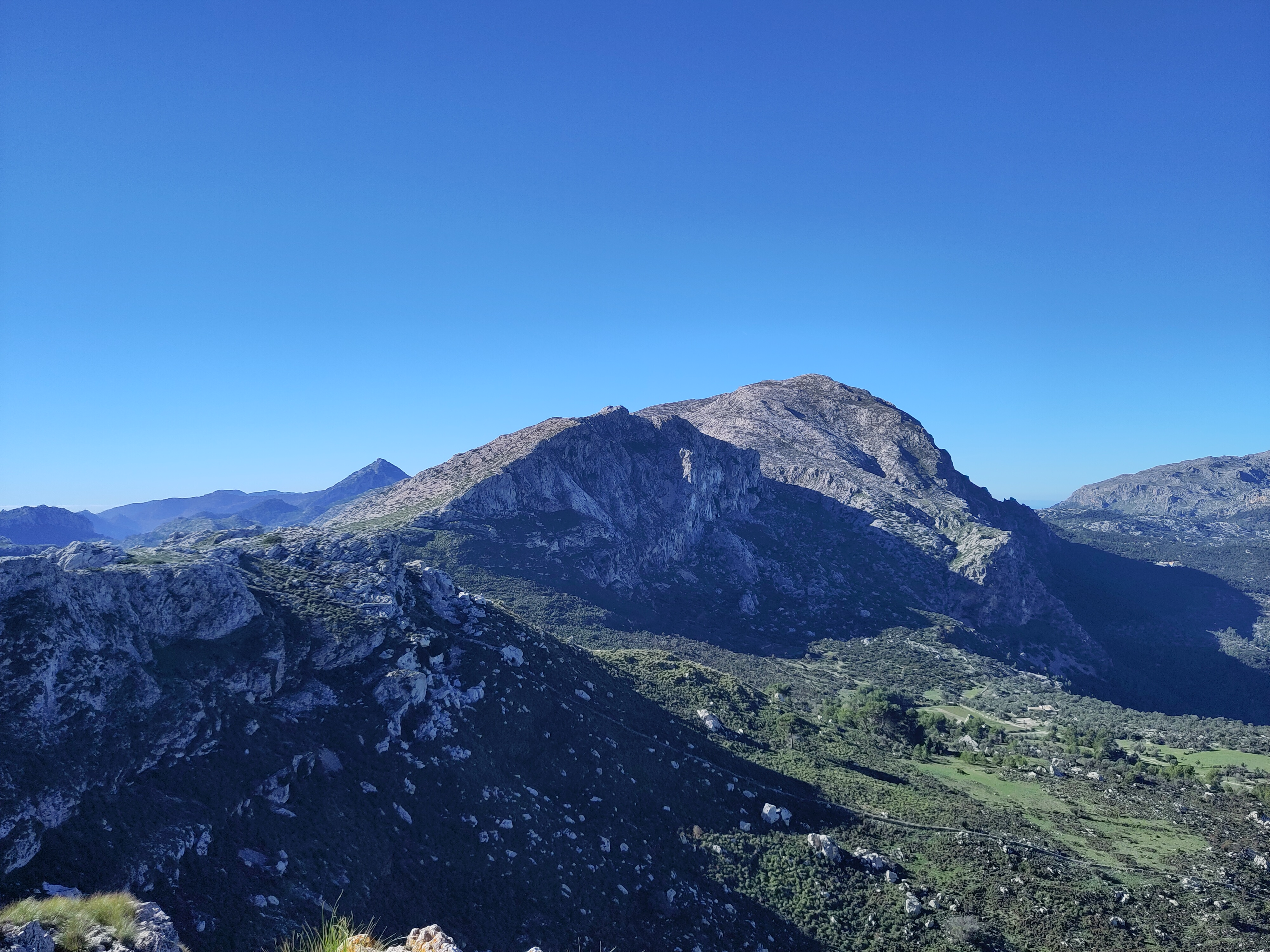
Els penyals septentrionals del Puig de Ca vists de dalt de la Cuculla de Fartàritx

El Puig de Ca de Míner és una muntanya del terme de Pollença (Mallorca) d'uns 880 m d'altitud. Constitueix el cim més alt del terme de Pollença, per davant el Puig Gros de Ternelles.

## Nom
La bibliografia l'anomena habitualment «puig de Ca de Míner» o bé sota la forma abreujada «puig de Ca», totes dues sancionades de manera oficial en el NOTIB. Solament de manera ocasional apareix amb l'article precedint el mot ca («puig del Ca de Míner»), o bé dit directament «puig dels Cans», com fa l'Arxiduc Lluís Salvador en el que és la primera documentació del topònim, a final del segle xix.
Sembla que el nom de «Ca de Míner» prové d'una reinterpretació de «Camp de Míner», que en la pronúncia habitual mallorquina esdevé [ˈkandəˌminə], que solament divergeix en una sola n. Existeix un altre cas semblant, el puig de Ca de Son Monjo, al terme de Campanet.
Localment i humorística també rep el malnom de «sa Cara de s'Índio», en referència al seu perfil vist de la banda de Campanet, semblant a un rostre humà mirant al cel.

## Descripció
Es tracta d'una mola rocosa aplanada a la part superior i amb parets escarpades als vessants sud, oest i nord. Està situat dins la possessió de Míner Gran, de titularitat pública, i forma part del massís del Puig Tomir, del qual el separa el coll de Fartàritx (799 m), cosa que fa una prominència d'uns vuitanta metres.
Pel que fa a l'altitud, hi ha discrepàncies tant pel que fa al cim com pel que fa als metres. D'una banda, l'altiplà del puig té tres cims: un al nord-est, un a l'oest i un al sud-oest; mentre que tots els mapes indiquen el nom del puig al cim nord-oriental, també tots estan d'acord a indicar que el més elevat és el sud-occidental. Pel que fa a les xifres, els mapes atorguen al cim nord-oriental una altitud entre els 876 i els 878 metres; al sud-occidental, el més elevat, entre els 887 i els 884; i el més occidental, també el més baix, entre els 867 i els 864. Solament l'atles de la Gran Enciclopèdia de Mallorca sembla considerar el més alt el principal (però al volum 21 es decanta pel cim oriental).